# Gerard Migchelbrink
Gerard Migchelbrink (Wisch, 25 augustus 1917 – Wageningen, 13 mei 1940) was een Nederlandse militair.
Toen de oorlog uitbrak was Migchelbrink dienstplichtig soldaat bij het 8ste Regiment Infanterie van de Koninklijke Landmacht. Zijn commandant was sergeant-majoor-instructeur B.L.A. Blom.
Hij werd postuum onderscheiden met de Militaire Willems-Orde volgens Koninklijk Besluit 09-05-1946 Nr 6:
"Heeft zich in den strijd, door het bedrijven van uitstekende daden van moed, beleid en trouw onderscheiden, door zich op 11 mei 1940 onder vijandelijk artillerie- en mitrailleurvuur naar een verlaten nevensteunpunt in de voorpostenstrook van de Grebbelinie te begeven en een aldaar geplaatste witte vlag weg te halen, waardoor de infiltratieaanduiding was verdwenen. Heeft de bediening van een vijandelijke mitrailleur neergelegd, welke bediening reeds een deel van een nevenliggend steunpunt had bezet. Is bij de verdediging van het eigen steunpunt gesneuveld."
Hij werd in een tijdelijk veldgraf langs de zandweg bij boerderij Middelkoop bij de Wageningse Afweg gelegd en op 3 juni 1940 herbegraven op het Militair ereveld Grebbeberg.